# Talbotiella
Talbotiella là một chi thực vật có hoa trong họ Đậu.